# Novela das sete
O termo “novela das sete” remete às telenovelas brasileiras exibidas na programação diária da TV Globo, de segunda-feira a sábado, às 19h40, antes do telejornal Jornal Nacional. 
Desde a sua estreia até a metade da novela Quatro por Quatro, as faixas eram exibidas depois da Novela das seis e antes da segunda edição do telejornal local (SP TV, RJ TV, MG TV, etc). Em 1995, com a estreia de História de Amor, às 18 horas, essa faixa de novelas passou a ser exibida entre a segunda edição do telejornal local e o Jornal Nacional.
Tradicionalmente, exibe novelas leves, com humor, na maioria, o “pastelão”, e com enredo um pouco mais voltado ao público jovem. Cassiano Gabus Mendes foi fundamental na construção do tom de comédia romântica, leve e jovem da faixa, como visto em Ti Ti Ti e Elas por Elas, enquanto Silvio de Abreu a consolidou como destinada também a tramas humorísticas ambientadas na cidade de São Paulo, como Cambalacho, Guerra dos Sexos e Sassaricando. 
Duas telenovelas do horário estão entre as mais vendidas pela TV Globo no mercado internacional: Da Cor do Pecado, que era líder de vendas em 2009 e já foi licenciada a 104 países, mantendo-se entre as cinco mais exportadas em 2021, e Totalmente Demais que assumiu a vice-liderança em 2021, já chegou a 135 países e foi também indicada ao prêmio Emmy Internacional.
Com a criação da Rede Fuso, em estados que não aderiram ao horário de verão a partir de 2009 as novelas que estavam no ar nesta faixa passaram a ser exibidas às 20:15, entre o Jornal Nacional e a novela das nove até 2019.

## As 10 Novelas das sete de maior audiência daTV Globo
| #  | Início                  | Término                 | Título          | Audiência IBOPE (média geral) | Capítulos | Autoria                       | Direção                       | Ref.   |
| -- | ----------------------- | ----------------------- | --------------- | ----------------------------- | --------- | ----------------------------- | ----------------------------- | ------ |
| 1  | 1 de março de 1977      | 12 de setembro de 1977  | Locomotivas     | 58.68                         | 168       | Cassiano Gabus Mendes         | Régis Cardoso                 | [ 7 ]  |
| 2  | 20 de abril de 1987     | 6 de novembro de 1987   | Brega & Chique  | 57.54                         | 173       | Cassiano Gabus Mendes         | Jorge Fernando                | [ 8 ]  |
| 3  | 10 de março de 1986     | 4 de outubro de 1986    | Cambalacho      | 56.45                         | 173       | Silvio de Abreu               | Jorge Fernando Antônio Rangel | [ 9 ]  |
| 4  | 2 de fevereiro de 1976  | 24 de agosto de 1976    | Anjo Mau        | 55.20                         | 175       | Cassiano Gabus Mendes         | Fábio Sabag Régis Cardoso     | [ 10 ] |
| 5  | 25 de agosto de 1976    | 28 de fevereiro de 1977 | Estúpido Cupido | 53.44                         | 160       | Mário Prata                   | Régis Cardoso                 | [ 11 ] |
| 6  | 18 de setembro de 1989  | 4 de maio de 1990       | Top Model       | 53.43                         | 197       | Walther Negrão Antônio Calmon | Roberto Talma                 | [ 12 ] |
| 7  | 9 de novembro de 1987   | 11 de junho de 1988     | Sassaricando    | 53.04                         | 184       | Silvio de Abreu               | Cecil Thiré Atílio Riccó      | [ 13 ] |
| 8  | 6 de outubro de 1986    | 17 de abril de 1987     | Hipertensão     | 52.67                         | 167       | Ivani Ribeiro                 | Wolf Maya Carlos Magalhães    | [ 14 ] |
| 9  | 6 de março de 1978      | 1 de setembro de 1978   | Te Contei?      | 52.50                         | 151       | Cassiano Gabus Mendes         | Régis Cardoso Dennis Carvalho | [ 15 ] |
| 10 | 13 de fevereiro de 1989 | 15 de setembro de 1989  | Que Rei Sou Eu? | 52.37                         | 185       | Cassiano Gabus Mendes         | Jorge Fernando                | [ 16 ] |

## Curiosidades
Das dez novelas listadas acima, cinco são de autoria de Cassiano Gabus Mendes. O autor que se consagrou-se na faixa das 19h da TV Globo, escreveu cerca de 10 tramas para o horário durante três décadas. Durante o período, apenas duas novelas do autor foram escritas para outras faixas da emissora, Champagne e Meu Bem, Meu Mal, ambas para faixa das 20h.
A autora Ivani Ribeiro é a única mulher presente na lista acima, apesar de assinar outros clássicos de sucesso da emissora para a faixa, como A Viagem, apenas a trama Hipertensão configura na lista.